# Aretas III
Aretas III Philhellenos was van 85 v.Chr. tot 62 v.Chr. koning van de Nabateeërs.
Hij volgde zijn vader Obodas I op. In tegenstelling tot zijn vader was hij niet erg opgewassen tegen de agressie van Alexander Janneüs. De joodse koning versloeg hem in 82 v.Chr. en zo zag Aretas zich gedwongen 12 steden in Moab en Edom en enige kuststeden langs de Middellandse Zee af te staan. Na de dood van koningin Alexandra in 67 v.Chr. was er onenigheid aan het hof van Jeruzalem. Hyrcanus II en zijn broer Aristobulus II betwistten elkaar de troon. Aretas zag zijn kans schoon toen Hyrcanus het hof in Petra als ballingsoord koos en om steun vroeg tegen zijn broer. Aristobulus werd verslagen en Aretas en Hyrcanus begonnen een beleg van Jeruzalem. De Romeinen, die dit als een kans zagen invloed op het gebied te verkrijgen, bemoeiden zich er echter mee en dwongen Aretas het beleg op te breken. Aristobulus achtervolgde Aretas en versloeg de Nabateeërs in 64 v.Chr. in het dal van de Jordaan. Aristobulus maakte daarna de fout om de Romeinen voor het hoofd te stoten en dezen verbonden zich daarna met Hyrcanus. Toch trokken zij in 62 v.Chr. op naar Petra. Aretas besloot om eieren voor zijn geld te kiezen en betaalde schatting. De Syrische gouverneur Marcus Aemilius Scaurus liet ter gelegenheid hiervan een munt slaan met Aretas geknield voor zijn kameel.
Aretas werd waarschijnlijk opgevolgd door Obodas II.